# Antiphrisson charanchoicus
Antiphrisson charanchoicus är en tvåvingeart som beskrevs av Pavel Lehr 1986. Antiphrisson charanchoicus ingår i släktet Antiphrisson och familjen rovflugor. Inga underarter finns listade i Catalogue of Life.